# Civilização zapoteca
A civilização zapoteca (Be'ena'a ou "O Povo"; c. 700 a.C. - 1521 d.C.) foi uma civilização pré-colombiana indígena que floresceu no Vale de Oaxaca, na Mesoamérica. Evidências arqueológicas mostram que sua cultura teve origem há pelo menos 2.500 anos. O sítio arqueológico zapoteca na antiga cidade de Monte Albán tem edifícios monumentais, quadras de bola, túmulos magníficos, além de joias de ouro finamente trabalhadas. Monte Albán foi uma das primeiras grandes cidades da Mesoamérica. Era o centro de um Estado zapoteca que dominava grande parte do território que hoje é conhecido como o estado mexicano de Oaxaca.

## Etimologia
O nome zapoteca é um exônimo; eles foram referidos pelos falantes do náuatle como tzapotēcah (singular tzapotēcatl), que significa "habitantes do lugar de sapote". Os zapotecas se referiam a si próprios por alguma variante do termo Be'ena'a, que significa "O Povo das Nuvens". 

## História

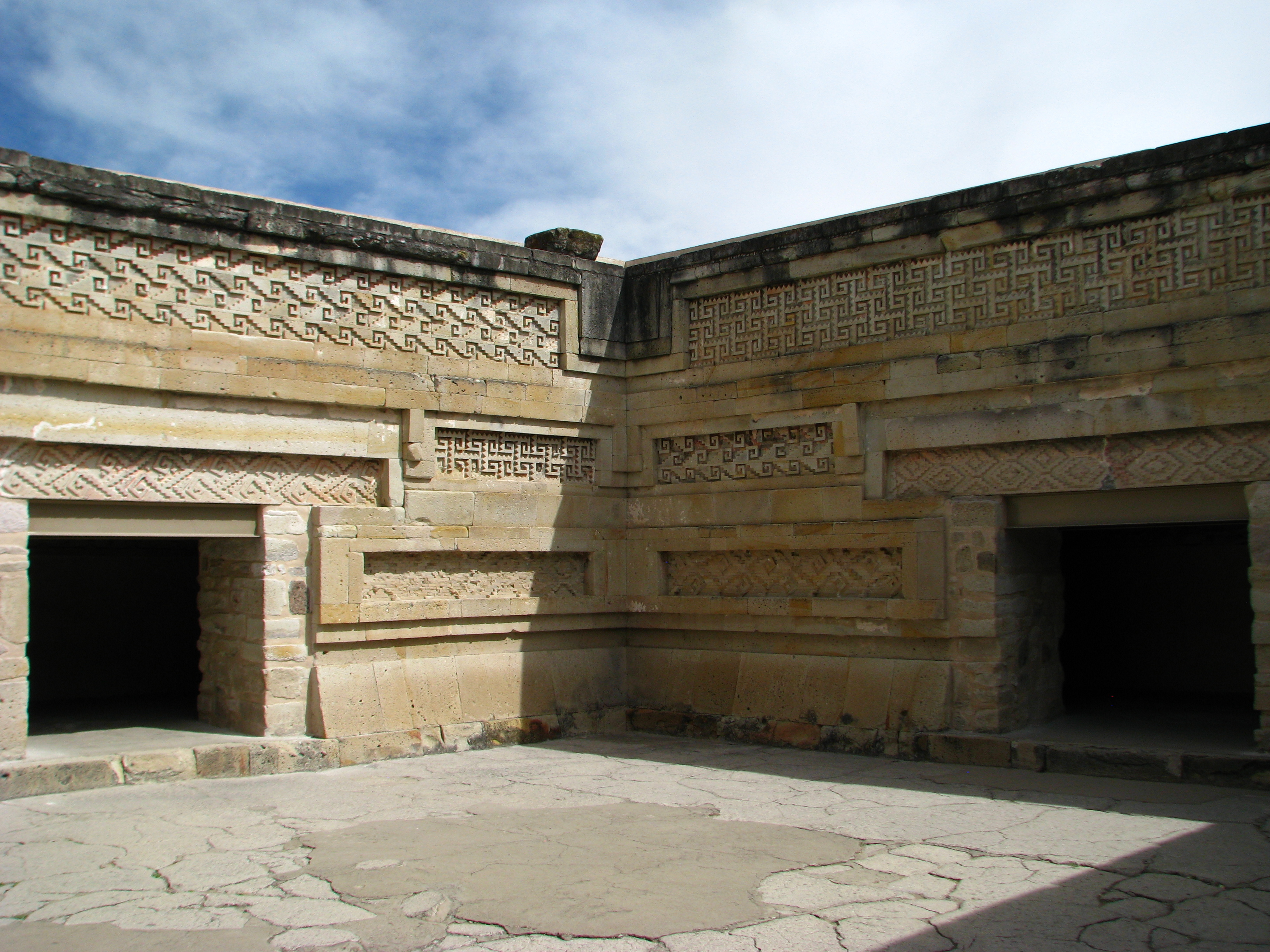
Palácio das Colunas, Mitla, Oaxaca

A civilização zapoteca teve origem nos Vales Centrais de Oaxaca no final do século V a.C.. Os três vales eram divididos entre três sociedades de tamanhos diferentes, separadas por 80 quilômetros quadrados de “terra de ninguém” no meio. A cidade de Oaxaca desenvolveu-se muito mais tarde nessa área. Evidências arqueológicas, como templos queimados e prisioneiros de guerra sacrificados, sugerem que as três sociedades competiam entre si. No final da fase de Rosário (700–500 a.C.), o maior assentamento do vale, San José Mogote, e um assentamento próximo no vale de Etla, perderam a maior parte de sua população.
Durante o mesmo período, um novo grande assentamento se desenvolveu na “terra de ninguém” no topo de uma montanha com vista para os três vales; mais tarde foi chamado de Monte Albán, cuja cerâmica antiga é semelhante à cerâmica de San José Mogote, o que sugere que a cidade mais nova era habitada por pessoas que haviam deixado Mogote. Embora não haja evidências diretas nas fases iniciais da história de Monte Albán, as paredes e fortificações ao redor do local durante a fase arqueológica entre 100 a.C. e 200 d.C. (Monte Albán 2) sugerem que a cidade foi construída em resposta a uma ameaça militar. Os arqueólogos estadunidenses Joyce Marcus e Kent V. Flannery comparam esse processo ao que aconteceu na Grécia antiga, o sinecismo: uma centralização de populações menores dispersas que se reúnem em uma cidade central para enfrentar uma ameaça externa.
O Estado zapoteca formado em Monte Albán começou a se expandir durante a fase final do  período entre 400 a.C. e 100 a.C. (Monte Albán 1) e ao longo da fase entre 100 a.C. e 200 d.C. (Monte Albán 2), quando os governantes zapotecas tomaram o controle das províncias fora do Vale de Oaxaca, visto que nenhuma das províncias vizinhas poderia competir com eles política e militarmente. Por volta do ano 200 d.C., os zapotecas haviam estendido sua influência, de Quiotepec no norte a Ocelotepec e Chiltepec no sul. Monte Albán se tornou a maior cidade no que hoje é o planalto do sul do México, e manteve esse status até aproximadamente o ano 700.

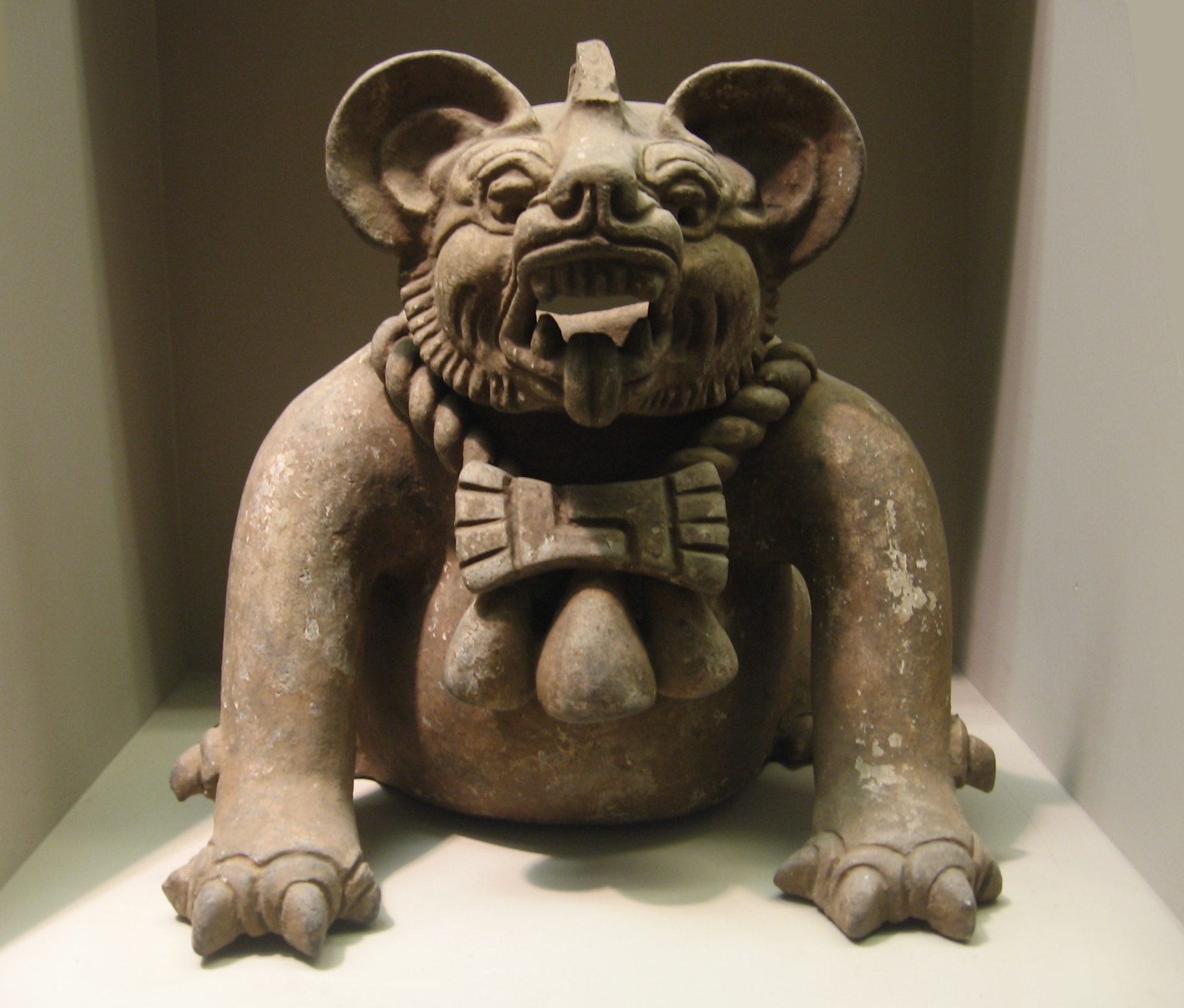
Uma urna funerária em forma de "deus morcego" ou jaguar, de Oaxaca, datada de 300-650 DC. Altura: 23 cm (9,5 pol.).

A expansão do império zapoteca atingiu o pico entre 100 a.C. e 200 d.C. (Monte Albán 2), quando eles conquistaram ou colonizaram assentamentos muito além do Vale de Oaxaca. Mais notavelmente, sua influência é visível na mudança repentina no estilo da cerâmica feita em regiões fora do vale. Os estilos únicos dessas regiões foram repentinamente substituídos por cerâmica no estilo zapoteca, indicando sua integração ao império.
O arqueólogo Alfonso Caso, um dos primeiros a realizar escavações em Monte Albán na década de 1930, argumentou que um edifício na praça principal de Monte Albán é mais uma evidência da dramática expansão do Estado zapoteca. O que hoje é chamado de Edifício J tem a forma de uma seta, ao contrário de outros edifícios monumentais. Ele exibe mais de 40 pedras esculpidas com escrita hieroglífica. Os arqueólogos interpretaram os glifos para representar as províncias controladas pelos zapotecas. Cada grupo de glifos também representa uma cabeça com um elaborado adorno esculpido nas lajes. Presume-se que representem os governantes das províncias e acredita-se que as cabeças viradas para baixo representem os governantes mortos e cujas províncias foram tomadas à força, enquanto as outras podem representar aqueles que não resistiram à colonização e tiveram suas vidas poupadas. Por este motivo, o Edifício J é também referido pelos arqueólogos como “A Laje da Conquista”.
Marcus e Flannery escrevem sobre a subsequente expansão dramática de Monte Albán, observando que quando há

"uma grande disparidade de populações entre o centro de um Estado e sua periferia, pode ser necessário apenas que o primeiro envie colonos para o segundo. Os pequenos governos, vendo que a resistência seria inútil, podem aceitar uma oferta para salvar as aparências. Autoridades maiores, que não desejam perder sua autonomia, podem ter que ser subjugadas militarmente. Durante a expansão do Estado de Monte Alban 2, pensamos ver tanto a colonização quanto a conquista".

### Guerra e resistência
A última batalha entre os astecas e os zapotecas ocorreu entre 1497 e 1502, sob o governante asteca Ahuizotl. Na época da conquista espanhola, quando chegou a notícia de que os astecas foram derrotados pelos espanhóis, o rei Cosijoeza ordenou que seu povo não enfrentasse os espanhóis para evitar o mesmo destino. No entanto, eles foram derrotados pelos espanhóis somente após várias campanhas entre 1522 e 1527, mas revoltas contra as autoridades coloniais ocorreram em 1550, 1560 e 1715. 

## Geografia
Os Vales Centrais de Oaxaca, o berço da civilização zapoteca, são três grandes vales—Etla no oeste, Ocotlán no sul e Mitla no leste—que se unem a uma altitude de cerca de 1300 metros acima do nível do mar no centro do que hoje é o estado de Oaxaca. Eles estão localizados a cerca de 200 km ao sul da Cidade do México. As montanhas circundam o vale com a Serra Norte no norte e as montanhas de Tlacolula no sudeste. O ambiente é propício à agricultura e é considerado um dos berços do milho. Estima-se que, na época do surgimento da civilização zapoteca, o solo do vale não foi afetado pela erosão observada hoje, já que as florestas de carvalhos e pinheiros que cobrem as montanhas circundantes ainda não foram dizimadas pela extração de madeira. Existe uma estação seca de novembro a maio, mas ao longo dos rios é possível plantar e colher duas vezes por ano.
Os vales de Etla e Ocotlán são atravessados de noroeste a sul pelo rio Atoyac, que fornece água para uma pequena faixa de terra que margeia o rio, quando periodicamente inunda. Para fornecer água para as plantações em outras partes do vale, longe do rio, os zapotecas usavam a irrigação por canal. Usando a água de pequenos riachos, os zapotecas conseguiram levar água ao Monte Albán, situado 400 metros acima do fundo do vale. Os arqueólogos encontraram vestígios de um pequeno sistema de irrigação que consiste em uma barragem e um canal no flanco sudeste da montanha. Como isso não teria sido suficiente para sustentar toda a população de Monte Albán, presume-se que existiam muitos outros sistemas de irrigação. Da mesma forma, as safras cultivadas no vale não foram suficientes para sustentar o rápido crescimento populacional na fase Monte Albán 1. Portanto, as safras eram cultivadas no sopé, onde o solo é menos fértil e a irrigação artificial era necessária.
A inovação da agricultura permitiu aos zapotecas homenagear os conquistadores espanhóis e criar excedentes suficientes para se alimentar, apesar dos desastres naturais e das doenças.

## Sociedade
Entre as fases Monte Albán 1 e 2 houve uma expansão considerável da população do Vale de Oaxaca. À medida que a população crescia, também aumentava o grau de diferenciação social, a centralização do poder político e a atividade cerimonial. Durante essa época, o vale parece ter sido fragmentado em vários Estados independentes, conforme manifestado em centros regionais de poder. Na fase Monte Albán 3, a fragmentação entre a cidade e os vales resultou em um aumento na população e no desenvolvimento urbano do próprio Monte Albán.

### Língua
| Estágio       | Período                 |
| ------------- | ----------------------- |
| Monte Albán 1 | ca. 400–100 a.C.        |
| Monte Albán 2 | ca. 100 a.C. - 100 d.C. |
| Monte Albán 3 | ca. 200-900             |
| Monte Albán 4 | ca. 900–1350            |
| Monte Albán 5 | ca. 1350-1521           |

As línguas zapotecas pertencem a uma família de línguas chamada oto-mangueanas, uma antiga família de línguas mesoamericanas. Estima-se que as línguas otomangueanas de hoje se ramificaram de uma raiz comum por volta de 1500 a.C.. As línguas mangueanas provavelmente se separaram primeiro, seguidas pelo ramo oto-pameu, enquanto a divergência das línguas mixteca e zapoteca aconteceu ainda mais tarde. O grupo zapoteca inclui, além das línguas zapoteca, o intimamente relacionado chatino. As línguas zapotecas são faladas em partes da Serra do Norte, nos Vales Centrais, bem como em partes da Serra do Sul, no Istmo de Tehuantepec e ao longo de partes da Costa do Pacífico. Devido a décadas de emigração, o zapoteca também é falado em partes da Cidade do México e de Los Angeles. Existem sete idiomas zapotecas distintos e mais de 100 dialetos.
O zapoteca é uma linguagem de tons, o que significa que o significado de uma palavra é muitas vezes determinado pelo tom da voz (tons), essencial para a compreensão do significado de diferentes palavras. Os idiomas zapotecas apresentam até quatro tons distintos: alto, baixo, crescente e decrescente.

### Tecnologia

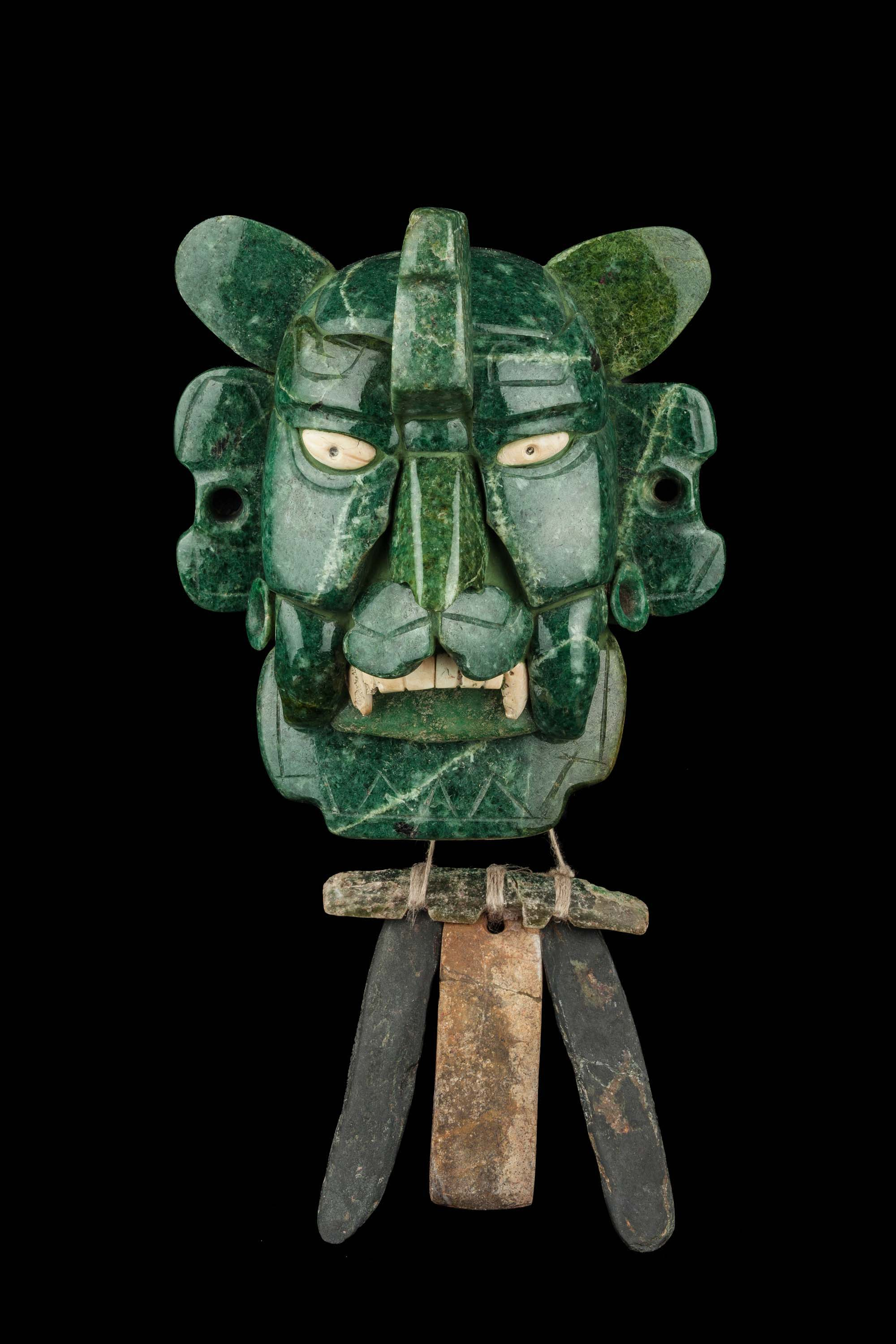
Máscara em mosaico zapoteca que representa um deus morcego, feita de 25 peças de jade, com olhos amarelos feitos de conchas. Foi encontrado em uma tumba em Monte Albán

Os zapotecas desenvolveram um calendário e um sistema logosilábico de escrita que usava um glifo separado para representar cada uma das sílabas do idioma, o que é considerado um dos primeiros sistemas de escrita da Mesoamérica e um predecessor daqueles desenvolvidos pelas civilizações maia, mixteca e asteca. Há um debate se os símbolos olmecas, datados de 650 a.C., são na verdade uma forma de escrita anterior à escrita zapoteca mais antiga datada de cerca de 500 a.C..
Na capital asteca de Tenochtitlan, havia artesãos zapotecas e mixtecas que confeccionavam joias para os governantes astecas (tlatoanis), incluindo Moctezuma II. No entanto, as relações com o México central são muito mais antigas, como sugerido pelos vestígios arqueológicos de um bairro zapoteca em Teotihuacan e uma "casa de hóspedes" no estilo teotihuacano em Monte Albán. Outros sítios zapotecas pré-colombianos importantes incluem Lambityeco, Dainzú, Mitla, Yagul, San José Mogote, El Palmillo e Zaachila.
Os zapotecas eram uma cultura sedentária que vivia em aldeias e cidades, em casas construídas com pedra e argamassa. Eles registraram os principais acontecimentos de sua história por meio de hieróglifos e, na guerra, utilizaram uma armadura de algodão. As conhecidas ruínas de Mitla foram atribuídas a eles.

### Escrita
Em Monte Albán, os arqueólogos encontraram um texto extenso em uma escrita glifo. Alguns sinais podem ser reconhecidos como informações do calendário, mas a escrita permanece indecifrada. Lida em colunas de cima a baixo, sua execução é um pouco mais simples do que a do maia clássico posterior e isso levou epígrafes a acreditar que a escrita também era menos fonética do que a escrita maia, que é amplamente silábica.
O mais antigo artefato conhecido com escrita zapoteca é uma pedra Danzante ("dançarina"), oficialmente conhecida como Monumento 3, encontrada em San José Mogote, Oaxaca. Tem um relevo do que parece ser um prisioneiro morto e ensanguentado com dois sinais glifos entre as pernas, possivelmente seu nome. Datado pela primeira vez em 500-600 a.C., este foi inicialmente considerado o primeiro escrito na Mesoamérica. No entanto, existem dúvidas quanto a esta datação, uma vez que o monumento pode ter sido reaproveitado.

### Religião

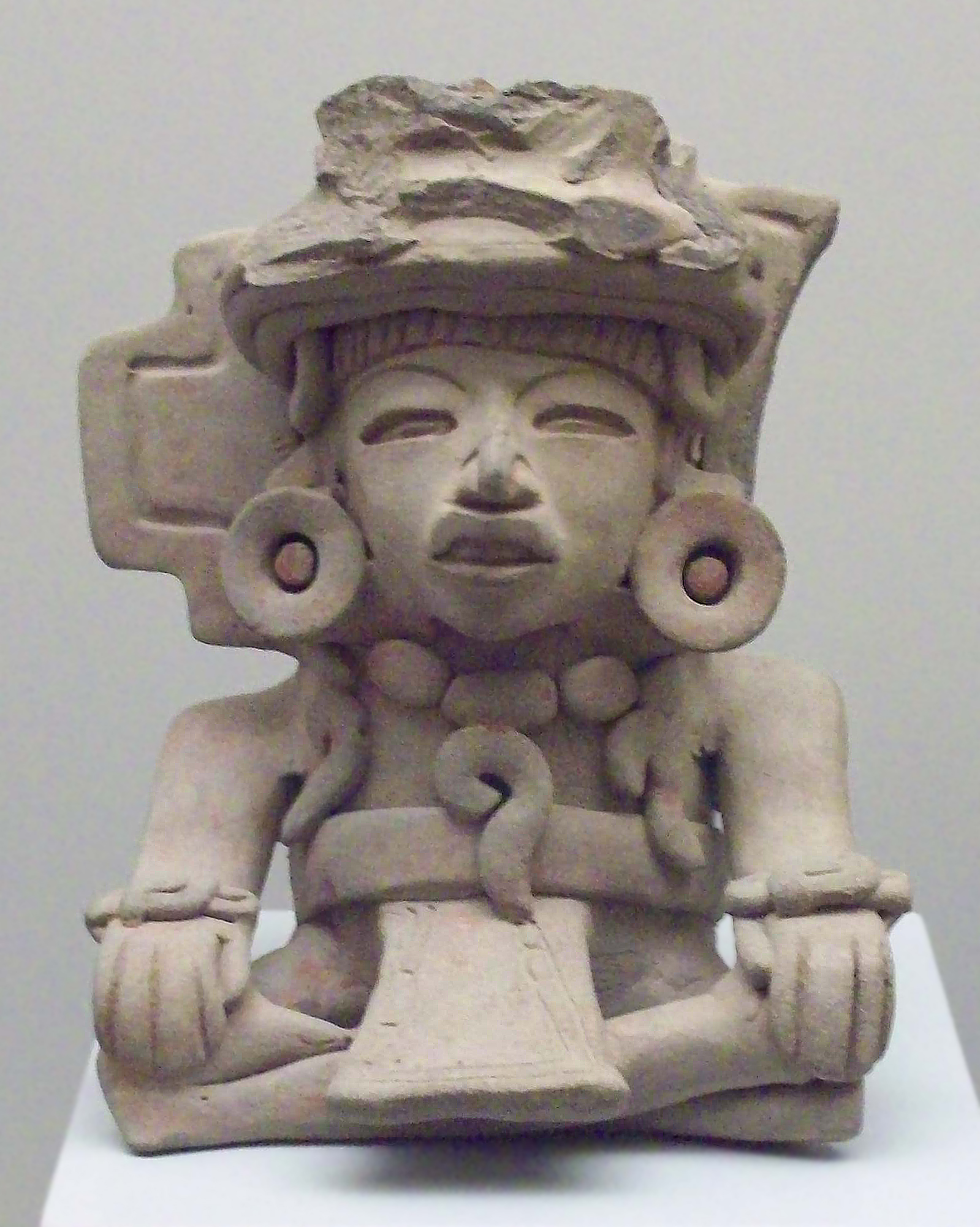
Urna funerária de cerâmica pintada com representação de uma figura sentada. Cultura zapoteca (fase Monte Albán III), Período Clássico Inferior e Médio (100-700 d.C.). México.

Como a maioria dos sistemas religiosos mesoamericanos, a religião zapoteca era politeísta. Algumas divindades conhecidas eram Cocijo, o deus da chuva (semelhante ao deus asteca Tlaloc); Coquihani, o deus da luz; e Pitao Cozobi, o deus do milho. As divindades zapotecas estavam predominantemente associadas à fertilidade ou à agricultura. Ambas as divindades masculinas e femininas são representadas, diferenciadas pelo traje. Os homens são retratados usando culatras com ou sem capa, enquanto as mulheres são retratadas usando saias. Existem algumas evidências de adoração de divindades não diretamente associadas à cultura zapoteca, como a serpente emplumada de Teotihuacan, o Deus-borboleta e o deus da chuva; e o deus da primavera Xipe Totec.
Existem várias lendas sobre a origem dos zapotecas. Uma delas é que foram os povos originários do Vale de Oaxaca e nasceram nas rochas, ou descendem de grandes felinos como pumas, onças-pintadas e jaguatiricas. Outra é que os zapotecas se estabeleceram no vale depois de fundar o Império Tolteca e eram descendentes do povo de Chicomoztoc. Essas lendas não foram transcritas até depois da conquista espanhola.
Os zapotecas usavam rituais de dedicação para santificar seus espaços e estruturas de convivência. A escavação do Monte III na Pirâmide do Templo Cuilapan em Oaxaca revelou um tesouro escondido contendo muitas contas de jade, duas espigas de jade, três lâminas de obsidiana, conchas, pedras, uma pérola e pequenos ossos de animais, provavelmente de pássaros, datados de 700 d.C..